# 342 (số)
342 (ba trăm bốn mươi hai) là một số tự nhiên ngay sau 341 và ngay trước 343.